# 史密斯威森M22A半自動手槍
史密斯威森M22A（英語：Smith & Wesson Model 22A，縮寫：S&W M22A；下稱M22A）是一款由美国槍械公司史密斯威森所研製，並且在缅因州霍爾頓生產的半自動手槍，發射.22 LR手枪子彈。
M22A是以鋁合金製造其底把的反沖作用、後膛裝填式全尺寸手槍。鋼製槍管上具有整合型韋弗樣式導軌（類似於皮卡汀尼導軌）。
這把手槍是由兩個特徵與其他手槍區分：沿著該槍的頂部邊緣的整合式導軌讓其方便的安裝光學瞄準鏡等附件。該槍的合金製底把和槍管罩筒有助於保持這把全尺寸手槍的重量在低水平。

## 設計
M22A是一把單動操作式半自動.22口徑手槍。這意味著，當向後拉動及釋放套筒以達成首發上膛以後，每次擊發都會彈出空彈殼、擊針返回待擊，然後從彈匣取出下一發並且將其上膛到膛室以內。在單動操作以下，擊針或擊錘會自動上緊，而扣動扳機只是用以釋放擊針。其結果是扳機扣力較扳機首先必須讓撞針待擊、然後讓其釋放的雙動操作手槍要低。
安裝在底把以上的手動保險設置在底把左側沿著常規的位置以上，可由使用者的右手拇指進行操作。派翠吉式射靶瞄具為這把槍的標準瞄準具，其照門可對風偏和海拔進行調節。準星與槍管罩筒為一體式，因而不可拆卸或調整。槍管後膛內置的供彈坡道有助於確保子彈能夠可靠的從彈匣裝填進膛室內。
更近期的型號當中還設有彈匣保險，除非其彈匣完全就位，否則該槍無法射擊。此功能有助於防止在操作過程中，尤其是在清潔時因使用者粗心而擦槍走火。
彈匣釋放按鈕位於握把的前方，因此使它很容易定位；而由於設置於對於右撇子和左撇子射手同樣出色的位置，也使得它非常靈巧。但其設計問題是對於手掌較為細小的人們而言，手握該槍時其指尖需要置於握把的前端。通常情況下，需要使用者收回中指和用指尖向入推動以釋放彈匣。但其釋放按鈕很難用手指壓下中間部分。
該槍為了容易清潔而可輕易的分解，藉由底把前方的一個按鈕將槍管脫離與底把的接合。因此該槍能夠迅速地更換槍管，例如按照情況將槍管轉換為一根裝上和沒有裝上光学瞄準鏡的槍管。
該槍具有多個方面的衍生型可以選用，包括槍管長度（4英吋、51⁄2英寸和7英吋）、瞄準型握把和底把顏色（灰色或黑色）。其不鏽鋼版本（相對於烤藍钢）被稱為M22S。

## 前握把彈匣
雖然該槍的精度很高，但前握把彈匣釋放按鈕和比較沉重的扳機扣力使這把手槍比起競賽標靶射擊更適合用於鐵罐射擊。其彈匣釋放按鈕的位置導致出現了某些人以其快速連射等的情況問題。其程度取決於手掌大小和抓握握把風格。對於大多數射手而言，其位置不會引起問題；然而，在競賽射擊時卻會增加問題的風險。扳機扣力雖然沒有超標，但是比其他的一些射靶手槍要重。儘管如此，其精度相當不錯，而該手槍廉價的特性使其成為槍械瞄準射擊當中良好的入門選擇。它具有與相對的更昂貴的型號相當的競爭力。

## 資料來源
1. ↑  .   [2016-05-31]. （原始内容存档于2016-04-25）.
2. 1 2 3 4  Supica, Jim; Nahas, Richard. . Iola, Wisconsin: F+W Media, Inc. 2007: 282  [2016-05-31]. ISBN 0-89689-293-X. （原始内容存档于2014-06-29）.
3. 1 2 3  Michalowski, Kevin. . Iola, Wisconsin: Gun Digest Books. 27 October 2004: 102  [2016-05-31]. ISBN 0-87349-931-X. （原始内容存档于2014-07-08）.

## 外部連結
- （英文）—Guns Holsters And Gear.com—Smith & Wesson Model 22A Discontinued （页面存档备份，存于）
- （英文）—Learn About Guns.com—Smith & Wesson 22A .22LR Pistol Review （页面存档备份，存于）
- （英文）—The Firearm Blog.com—
  - S&W 22A Pistol Recall （页面存档备份，存于）
  - Beyond Rimfire: The TANDEMKROSS Story, Upgrades for The S&W SW22 & Browning Buckmark （页面存档备份，存于）